# Titan (mitologia greacă)

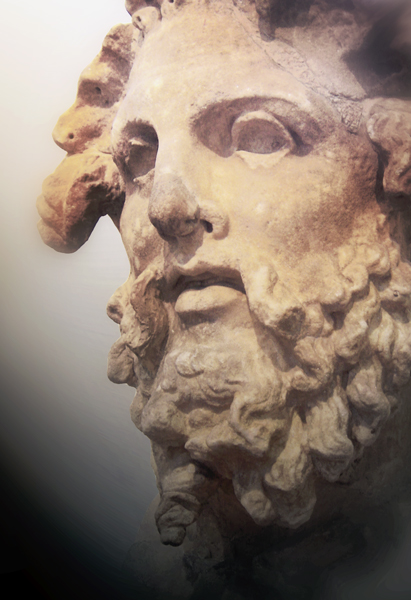
Cap de titan (posibil realizat de Damophon)
Muzeul Național de Arheologie din Atena

Titan (plural Titani; în greacă veche Τιτάν, la plural Τιτᾶνες) este denumirea purtată de cei șase fii ai lui Uranus și ai Gaiei: Coeus, Crius, Cronos, Hyperion, Iapetus, Oceanus (titani) și cele șase fiice: Mnemosyne, Febe, Rhea, Theia, Themis și Thetys (titanide).
Ei alcătuiau prima generație divină, precedentă olimpienilor. La îndemnul mamei lor, unul dintre ei, Cronos, și-a mutilat tatăl și i-a luat locul, devenind stăpânul universului. Când Cronos a fost detronat, frații săi, titanii, i-au venit în ajutor și le-au declarat război olimpienilor, război care a purtat denumirea de Titanomahia. Lupta a durat zece ani și s-a sfârșit cu victoria olimpienilor. Drept pedeapsă, titanii au fost trimiși de către Zeus în Tartar. Denumirea mai este purtată de câțiva zei și semizei care erau descendenții titanilor, de exemplu fiii lui Iapetus și ai Clymenei: Atlas, Epimeteu, Prometeu etc.
Era un grup potrivnic zeilor olimpieni și personificau mai ales forțele naturii. În tradiția greacă erau considerați adesea iraționali și reprezentau forța oarbă a violenței primitive.

## Titanidele
Titanidele erau în mitologia greacă fiice ale lui Uranus și ale Geei. Ele sunt: Themis, Theia, Thetys, Mnemosyne, Rhea și Phoebe.
Rhea a fost soția lui Cronos și mamă a primilor șase zei olimpieni: Poseidon, Hades, Zeus, Demetra, Hestia și Hera.